# Joseph Hickson
 (juin 2022).
Si vous disposez d'ouvrages ou d'articles de référence ou si vous connaissez des sites web de qualité traitant du thème abordé ici, merci de compléter l'article en donnant les références utiles à sa vérifiabilité et en les liant à la section « Notes et références ».
Pour les articles homonymes, voir Hickson.
Sir Joseph Hickson (23 janvier 1830-4 janvier 1897) est un homme d'affaires canadien des chemins de fer. Hickson est secrétaire-trésorier et ensuite président de la Compagnie de chemin de fer du Grand Tronc du Canada. Il est fait chevalier par la reine Victoria le 20 janvier 1890.

## Biographie
Né à Otterburn dans le Northumberland en Angleterre, il épouse Catherine Dow, fille d'Andrew Dow à la Stralhearn House de Montréal le 17 juin 1869. Celle-ci a été très impliquée dans les organismes de charité et dans la prévention de la tuberculose. Le couple réside sur la rue Mountain  de Montréal et a six enfants dont le plus vieux, J. W. A. Hickson a été un professeur à l'Université McGill.
En 1885, les frères Campbell demande au directeur général du Grand Tronc d'installer un débarcadère à l'entrée du parc où se trouve leur manoir et qui sera un endroit de villégiature pour la société aisée de Montréal. Hickson accepte et en signe de reconnaissance, propose à Hickson de nommer l'endroit Hickson Park. ,Celui-ci décline l'offre, mais propose de nommer l'endroit d'après son lieu de naissance créant ainsi Otterburn Park.